# National Board of Review Awards 2014
86th NBR Awards

Melhor Filme:
A Most Violent Year
O 86º National Board of Review Awards, homenageando os melhores filmes de 2014, foi anunciado em 2 de dezembro de 2014.

## Top 10: Melhores Filmes do Ano
Filmes listados em ordem alfabética (de acordo com o título original), exceto o primeiro, que é classificado como Melhor Filme do Ano:
- O Ano Mais Violento
- Sniper Americano
- Birdman
- Boyhood: Da Infância à Juventude
- Corações de Ferro
- Garota Exemplar
- O Jogo da Imitação
- Vício Inerente
- Uma Aventura Lego
- O Abutre
- Invencível

## Melhores Filmes Estrangeiros do Ano
- Força Maior
- O Julgamento de Viviane Amsalem
- Leviatã
- Dois Dias, Uma Noite
- Nós Somos as Melhores!

## Melhores Documentários do Ano
- Art and Craft
- Duna de Jodorowsky
- Keep On Keepin' On
- The Kill Team
- Vietnã: Batendo em Retirada

## Top 10: Melhores Filmes Independentes do Ano
- Ruína Azul
- Locke
- O Homem Mais Procurado
- Sr. Turner
- Entre Risos e Lágrimas
- Irmãos Desastre
- Expresso do Amanhã
- Stand Clear of the Closing Doors
- Encarcerado
- Para Sempre Alice

## Vencedores
Melhor Filme:
- O Ano Mais Violento

Melhor Diretor:
- Clint Eastwood, Sniper Americano

Melhor Ator (empate):
- Oscar Isaac, O Ano Mais Violento
- Michael Keaton, Birdman

Melhor Atriz:
- Julianne Moore, Para Sempre Alice

Melhor Ator Coadjuvante:
- Edward Norton, Birdman

Melhor Atriz Coadjuvante:
- Jessica Chastain, O Ano Mais Violento

Melhor Roteiro Original:
- Phil Lord e Chris Miller, Uma Aventura Lego

Melhor Roteiro Adaptado:
- Paul Thomas Anderson, Vício Inerente

Melhor Filme de Animação:
- Como Treinar o Seu Dragão 2

Melhor Revelação:
- Jack O'Connell, Encarcerado e  Invencível

Melhor Diretor Estreante:
- Gillian Robespierre, Entre Risos e Lágrimas

Melhor Filme Estrangeiro:
- Relatos Selvagens

Melhor Documentário:
- Life Itself - A vida de Roger Ebert

Prêmio William K. Everson de Cinema:
- Scott Eyman

Melhor Elenco:
- Corações de Ferro

Prêmio Spotlight:
- Chris Rock por escrever, dirigir e atuar em No Auge da Fama.

NBR Liberdade de Expressão:
- Rosewater
- Selma